# 217
Évszázadok: 2. század – 3. század – 4. század
Évtizedek: 160-as évek – 170-es évek – 180-as évek – 190-es évek – 200-as évek – 210-es évek – 220-as évek – 230-as évek – 240-es évek – 250-es évek – 260-as évek
Évek: 212 – 213 – 214 – 215 –  216 – 217 – 218 – 219 – 220 – 221 – 222

## Események

### Római Birodalom
- Caius Bruttius Praesenst és Titus Messius Extricatust választják consulnak.
- Caracalla császár Edessza közelében egy templomot látogat meg, amikor útközben megáll vizelni és eközben egyik katonája - testőrparancsnokának, Marcus Opellius Macrinusnak felbujtására leszúrja.
- Macrinus császárrá kiáltja ki magát. Bár mauretaniai születésű és csak a lovagi rendből származik, a szenátus elismeri uralkodóként, mert bírja a légiók támogatását. Caracalla anyja, Iulia Domna, aki a császár távollétében a birodalom ügyeit irányította, öngyilkos lesz.
- A nyár folyamán Macrinus Nisibis mellett vereséget szenved a pártusoktól, ahol mindkét fél súlyos veszteségeket szenved. Macrinus békekötésre kényszerül V. Artabanosz királlyal és beleegyezik, hogy jelentős hadisarcot fizet.
- Villám csap a Colosseumba és a felső fakarzatok leégnek.
- Elfogják és kivégzik Zephyrinus római püspököt. Utódjául Callixtust választják, de a szigorú erkölcsiről ismert teológus, Hyppolitus túlzottan elnézőnek nyilvánítja őt és megkérdőjelezi alkalmasságát. Hyppolitus saját egyházat szervezve ellenpápaként lép fel.

### Kína
- Cao Cao újabb hadjáratot indít Szun Csüan ellen, de Zsuhszü erődjénél támadását visszaverik. Eközben a déli hadúr, Liu Pej támadást intéz Cao Cao területe ellen, de hadjárata hamar kifullad.

## Halálozások
- április 8. – Caracalla római császár (* 188)
- december 20. – Zephyrinos pápa[1]
- Iulia Domna, Septimius Severus császár felesége
- Vang Can, kínai költő

## Fordítás
- Ez a szócikk részben vagy egészben  a(z)   217 című angol Wikipédia-szócikk ezen változatának fordításán alapul.  Az eredeti cikk szerkesztőit annak laptörténete sorolja fel. Ez a jelzés csupán a megfogalmazás eredetét és a szerzői jogokat jelzi, nem szolgál a cikkben szereplő információk forrásmegjelöléseként.